# Christmas with Friends (India.Arie e Joe Sample)
Christmas with Friends è un album in studio natalizio collaborativo della cantante statunitense India.Arie e del pianista statunitense Joe Sample, pubblicato nel 2015. 

## Tracce
1. Let It Snow – 2:34
2. Favorite Time of Year (featuring Tori Kelly) – 3:01
3. Silent Night (featuring Brandy) – 3:40
4. Have Yourself a Merry Little Christmas (featuring Kem) – 4:35
5. Merry Christmas Baby (featuring Michael McDonald) – 3:34
6. I've Got My Love to Keep Me Warm (featuring Dave Koz & Trombone Shorty) – 3:10
7. The Christmas Song – 4:23
8. God Rest Ye Merry Gentlemen (featuring Khristian Dentley) – 4:19
9. Mary, Did You Know? (featuring Gene Moore Jr.) – 3:23
10. Auld Lang Syne (featuring Kirk Whalum) – 3:41